# Witalij Zub
Witalij Mykytowycz Zub, ukr. Віталій Микитович Зуб, ros. Виталий Никитович Зуб, Witalij Nikitowicz Zub (ur. 1 czerwca 1928 w Charkowie, Ukraińska SRR, zm. 6 marca 2018) – ukraiński piłkarz, grający na pozycji napastnika lub pomocnika, trener piłkarski.

## Kariera piłkarska
Wychowanek klubu Trudowi Rezerwy Charków. 1948 roku rozpoczął karierę piłkarską w klubie Łokomotyw Charków, z którym zdobył awans do Pierwszej Grupy ZSRR. W 1951 został zaproszony do Dinama Moskwa. Latem 1953 powrócił do Łokomotywu Charków, w którym stał się liderem i kapitanem drużyny. W 1956 przeniósł się do Awanhardu Charków, w którym przez kontuzję zakończył karierę piłkarza w roku 1958.

## Kariera trenerska
Karierę szkoleniowca rozpoczął po zakończeniu kariery piłkarskiej. Ukończył Charkowski Instytut Pedagogiczny. W 1959 stał na czele rodzimego Awanhardu Charków. To pod jego kierownictwem w ciągu zaledwie roku zespół zdobył miejsce w Klasie "A" Mistrzostw ZSRR, gdzie zadebiutował w 1960 roku. We współpracy z legendarnym piłkarzem Torpeda Moskwa, a później znanym trenerem Ołeksandrem Ponomariowym, którego sam i zaprosił na stanowisko starszego trenera Awanhardu, zajął z charkowskim klubem 6. miejsce w mistrzostwach ZSRR 1961 roku, co zostało najwyższym osiągnięciem charkowskiego klubu w Mistrzostwach ZSRR. W 1962 roku ponownie objął prowadzenie Awanhardu, ale nie na długo. Później pracował jako starszy trener drużyny młodzieżowej Awanhardu. Od sierpnia do października 1967 prowadził Kołos Połtawa, po czym wrócił do Charkowa. W charkowskim klubie, który już nazywał się "Metalist" pracował na różnych stanowiskach, a w 1972 oraz w latach 1974–1975 ponownie krótko prowadził Metalist Charków.
W 1976 roku został mianowany przewodniczącym Obwodowego Komitetu Sportowego w Charkowie, gdzie pracował przez 15 lat. Potem pracował na wydziale piłki nożnej Charkowskiej Państwowej Akademii Wychowania Fizycznego.

## Sukcesy i odznaczenia

### Sukcesy piłkarskie
Łokomotyw Charków
- mistrz Ukraińskiej SRR: 1948
- mistrz Drugiej Grupy ZSRR: 1948

### Sukcesy trenerskie
Metalist Charków
- mistrz strefy 2 Klasy B Mistrzostw ZSRR: 1959

### Odznaczenia
- tytuł Mistrza Sportu ZSRR: 1960
- tytuł Zasłużonego Trenera Ukraińskiej SRR: 1969
- order Order „Za zasługi” III stopnia: 2008
- Zasłużony Pracownik Kultury Fizycznej i Sportu Ukrainy.